# Максиміан Вітринський
Максиміан Вітринський (лат. Maximianus Witrynskyj, також Максиміліян; ? — ?) — релігійний діяч Великого князівства Литовського, священник-василіянин, протоархимандрит Василіянського Чину Конґреґації Пресвятої Тройці в 1717–1719 і 1723–1724 роках; у 1724–1729 роках був у кальвіністів у Швейцарії.

## Життєпис
Про дату і місце народження Максиміана Вітринського немає відомостей. У 1709 році згаданий як проповідник василіянського монастиря в Мінську, коли брав участь в Битенській капітулі. До 1717 року був аудитором митрополита Льва Кишки і за його підтримки був обраний на уряд протоархимандрита на капітулі в Новогрудку (11–15 липня 1717). Протоархимандрит Вітринський не звертав уваги на правила свого Чину та постійно їх порушував, безрозсудно тратив майно. Тому на нараді в Холмі 6 червня 1719 року, в якій взяв участь митрополит Кишка, його усунули від уряду, а керівництво Чином передали о. Антонієві Завадському. На генеральній капітулі в Новогрудку 19–23 вересня 1719 року Максиміан Вітринський був екскомунікований і оголошений непридатним до будь-яких урядів у Чині.
Тоді Вітринський разом з іншим василіянином Фірміаном Вовком, дотеперішнім консультором Чину, якого теж скинено з уряду, поїхав до Риму, але там його ув'язнили і два роки утримували спочатку в монастирі італійських василіян, а потім у резиденції прокураторів при храмі святих Сергія і Вакха до часу, поки трибунал Конгрегації поширення віри не видав рішення. 1 березня 1723 року Конгрегація видала декрет про поновлення Вітринського і Вовка на урядах. Вітринський, повернувшись на посаду протоархимандрита, взявся за старе і знову почав привласнювати монастирські кошти. У ситуацію втрутився апостольський нунцій у Варшаві Вінченцо Сантіні, який скинув Вітринського і поновив Завадського, але вже як провінційного адміністратора. 
У листопаді 1724 року Максиміан Вітринський із вкраденими речами втік спочатку до Пруссії, потім до Вроцлава, а потім до Берна в Гельвеції, де публічно відрікся від католицької віри, прийняв кальвінізм і навіть став кальвіністським суперінтендентом (відповідник єпископа або декана). За фактом відступництва від віри апостольський нунцій у Варшаві розпочав судовий процес. У 1729 році Вітринський покаявся і звернувся до нунція в місті Альторф (нині Франція) з проханням допомогти йому вирішити труднощі з протестантами. Направлений до Конгрегації поширення віри, а звідти до апостольського нунція у Варшаві для примирення з Василіянським Чином. 
Подальші відомості про життя Максиміана Вітринського відсутні.